# L'illusione viaggia in tranvai
L'illusione viaggia in tranvai (La ilusión viaja en tranvía) è un film del 1954 diretto da Luis Buñuel.
Un giorno intero in giro su un tram "speciale" fornisce il pretesto per offrire un variegato affresco della società messicana, con particolare attenzione verso le persone più umili. Il film è stato inteso da qualche critico come un omaggio di Buñuel al neorealismo italiano sebbene il regista abbia poi negato di esservisi ispirato o avervi voluto far riferimento.

## Trama
Juan e Tobías sono rispettivamente il bigliettaio e il pilota del tram 133 in servizio a Città del Messico. Dopo aver riparato a tempo di record un guasto senza richiedere l'intervento dei meccanici, i due, non solo non vengono elogiati, ma apprendono la triste notizia che la Compagnia ha deciso di dismettere il loro tram, ormai obsoleto. Con il timore che la cosa possa compromettere il loro stesso impiego, al termine del lavoro, i due affogano la loro delusione nell'alcol. Vengono però raggiunti da Lupe, sorella di Tobias, che ricorda l'imminente impegno nella recita di una festa di quartiere. Al termine della prima parte della recita, i due hanno l'idea di tornare al loro tram per fare un ultimo giro prima della sua dismissione. Ancora più sbronzi si presentano sul tram presso la festa, ormai finita, dove vengono ripresi dai pochi rimasti per aver lasciato la recita a metà. Per farsi perdonare si offrono di riportare i presenti a casa gratis, col tram.
Da quel momento iniziano un girovagare per le vie della città, senza possibilità di riportare il mezzo in deposito. Dapprima servono dei lavoranti, per lo più macellai, diretti in centro, poi trasportano una scolaresca in gita, quindi effettuano un servizio di linea regolare salvo lasciare poi tutti a piedi. Lupe, corteggiata da Juan, sembra l'unica ad avere la testa a posto ma non può evitare del tutto la disavventura, della quale la Compagnia dei trasporti non è a conoscenza proprio perché la ragazza ha rabbonito il custode del deposito, suo amico.
Quando il 133 si imbatte nel pensionato Papà Pinillas, ex dipendente della Compagnia, sembra però che per i due avventati sia arrivata la fine. Dapprima lo zelante anziano telefona ai responsabili per informare dell'accaduto, ma non viene preso sul serio proprio perché le sue segnalazioni sono continue e non sempre riscontrate. Quindi si reca di persona dai dirigenti per denunciare il misfatto. Di nuovo però è messo in disparte ed ascoltato solo a fine giornata quando un alto funzionario raccoglie la sua testimonianza ma decide di verificare la cosa di persona recandosi al deposito.
Qui, "miracolosamente", il 133 è tornato al suo posto e quando Pinillas addita Juan e Tobias per la loro malefatta, questi, spalleggiati dall'amico custode, rassicurano e blandiscono il dirigente della Compagnia sottolineando con sfrontatezza che un fatto così grave è inconcepibile e non sarebbe mai possibile in un'azienda come questa... E così la fanno franca.

## Edizione italiana
Il film non arrivò nelle sale cinematografiche italiane, ma fu doppiato decenni dopo direttamente per la televisione su dialoghi di Roberta Orrei con la direzione di Luciano Setti.